# Shinji Takahira
Shinji Takahira (高平 慎士, Takahira Shinji), né le 18 juillet à Asahikawa, est un athlète japonais, spécialiste du sprint. Il mesure 1,79 m pour 62 kg.
Il a notamment battu le record d'Asie du 4 × 100 m avec une équipe composée de Naoki Tsukahara, Shingo Suetsugu, Shinji Takahira et Nobuharu Asahara, en 38 s 03	à Ōsaka, le 1er septembre 2007. C'est le seul relayeur de cette équipe à être encore présent lors des Championnats du monde quatre ans plus tard à Daegu et à contribuer à la qualification de l'équipe japonaise du relais pour les Jeux olympiques de Londres, en courant en 38 s 69 à Fukuroi.

## Meilleures performances
- 100 m : 10 s 20 	 1,3 	Hiroshima 29 avril 2009
- 200 m : 20 s 22 	 1,3 	Hiroshima 26 juin 2009
- 200 m en salle : 21 s 23 NJR 1 JPN-CHN	Yokohama 22 février 2003
- 400 m : 46 s 01 	 5 	Fukuroi 29 octobre 2003

## Palmarès

### Jeux olympiques
- Jeux olympiques de 2004 à Athènes ( Grèce) 
  - 4e en relais 4 × 100 m
- Jeux olympiques de 2008 à Pékin ( Chine) 
  -  Médaille d'argent en relais 4 × 100 m
- Jeux olympiques de 2012 à Londres ( Royaume-Uni) 
  - 4e en relais 4 × 100 m

### Championnats du monde d'athlétisme
- Championnats du monde d'athlétisme de 2005 à Helsinki ( Finlande)
  - 8e en relais 4 × 100 m
- Championnats du monde d'athlétisme de 2007 à Osaka ( Japon) 
  - éliminé en quart de finale sur 200 m
  - 5e en relais 4 × 100 m, en battant le record d'Asie, en 38 s 03.
- Championnats du monde d'athlétisme de 2009 à Berlin ( Allemagne)
  - 4e en relais 4 × 100 m